# 周士顯
周士顯（1574年3月2日—17世紀），字思皇，湖廣承天府京山縣人，軍籍，明朝政治人物。

## 生平
周士顯早年出身縣學生，以《易經》中萬曆二十八年（1600年）舉人第二十名，次年（1601年）會試中式第九名，成第三甲進士，獲授建陽知縣，閒暇時在書院教學，為朱熹、蔡元定後裔立祠田。
三十四年（1606年）周士顯負責福建鄉試，不久升為吏部主事，四十三年（1615年）負責河南鄉試，次年（1616年）分校會試，探花林釺出其門下；很快他被罷官回鄉，家居二十多年後才去世。

## 家族
曾祖周紹賢，陰陽訓術。祖父周鶚，陰陽訓術。父親周一敬，母親李氏，姪子周卜世以貢生授訓導，遷任懷遠知縣，薦陞同知未任而卒。

## 引用
1. 1 2  光緒《垣曲縣志·卷八·人物》：周士顯，字思皇，萬厯辛丑進士，除建陽令，政暇課士書院，訪朱紫陽、蔡西山後裔建立祠田。丙午分校閩闈，旋擢吏部；乙卯典試中州，丙辰分校禮闈，鶴胎林公出其門。尋罷歸家居，優游林下二十餘年卒，姪卜世字以滋，以貢授訓導，遷懷遠令，薦陞同知未任卒。
2. ↑  《萬曆二十九年辛丑科進士登科錄》：周士顯 貫湖廣承天府京山縣軍籍，縣學生，治《易經》，字思皇，行三，年二十七，二月十一日生，曾祖紹賢 陰陽訓術，祖鶚 陰陽訓術，父一敬，母李氏，慈侍下，兄徹顯、謨顯，娶李氏。湖廣鄉試第二十名，會試第九名。